# Katharina Truppe
Katharina Truppe est une skieuse alpine autrichienne, née le 15 janvier 1996.

## Biographie
Sa carrière internationale démarre lors de l'hiver 2011-2012.
Elle débute en Coupe d'Europe en janvier 2014. Elle obtient des bons résultats dès les premières courses de l'édition 2014-2015, remportant son premier succès dans un slalom disputé à Melchsee-Frutt. Aux Championnats du monde junior 2015, elle est médaillée de bronze au slalom.
Pour la saison 2015-2016, elle est promue en Coupe du monde, marquant ses premiers points à Aspen. Elle signe aussi son premier top 10 (9e) au slalom de Lienz.
Elle est sélectionnée pour ses premiers championnats du monde en 2017, où elle est 19e du slalom. 
Aux Mondiaux de 2019, elle est médaillée d'argent à l'épreuve par équipes et se classe huitième du slalom. Durant la saison 2018-2019, elle obtient plusieurs top dix dont une quatrième place en slalom à Špindlerův Mlýn, l'amenant au 13e rang de la Coupe du monde.

## Palmarès

### Jeux olympiques d'hiver
| Épreuve / Édition | Slalom | Slalom géant | Team event |
| JO 2022 Pékin     |        |              | Or         |

### Championnats du monde
| Épreuve / Édition                | Descente | Super G | Slalom géant | Slalom | Combiné par équipes | Par équipes |
| Mondiaux 2017 Saint-Moritz       | —        | —       | Disqualifiée | 19e    | —                   | 5e          |
| Mondiaux 2019 Åre                | —        | —       | 24e          | 8e     | —                   | Argent      |
| Mondiaux 2023 Courchevel-Méribel | —        | —       | —            | 18e    | —                   | —           |
| Mondiaux 2025 Saalbach           | —        | —       | —            | —      | Bronze              | —           |

### Coupe du monde
- Meilleur classement général : 13e en 2019[1].
- Meilleur classement en slalom : 6e en 2019[1].
- 5 podiums en individuel dont 1 victoire.
- 1 podium par équipes.

| Année/Classement | Général | Général | Descente | Descente | Slalom | Slalom | Slalom géant | Slalom géant | Super G | Super G | Combiné | Combiné | Parallèle | Parallèle |
| Année/Classement | Class.  | Points  | Class.   | Points   | Class. | Points | Class.       | Points       | Class.  | Points  | Class.  | Points  | Class.    | Points    |
| ---------------- | ------- | ------- | -------- | -------- | ------ | ------ | ------------ | ------------ | ------- | ------- | ------- | ------- | --------- | --------- |
| 2016             | 59e     | 127     | -        | -        | 23e    | 91     | 34e          | 36           | -       | -       | -       | -       | -         | -         |
| 2017             | 34e     | 260     | -        | -        | 13e    | 175    | 24e          | 85           | -       | -       | -       | -       | -         | -         |
| 2018             | 35e     | 222     | -        | -        | 12e    | 209    | 39e          | 13           | -       | -       | -       | -       | -         | -         |
| 2019             | 13e     | 470     | -        | -        | 6e     | 379    | 21e          | 91           | -       | -       | -       | -       | -         | -         |
| 2020             | 22e     | 294     | -        | -        | 7e     | 209    | 22e          | 59           | -       | -       | -       | -       | 22e       | 26        |
| 2021             | 28e     | 238     | -        | -        | 12e    | 138    | 20e          | 78           | -       | -       | -       | -       | 13e       | 20        |

#### Détail des victoires
| Saison / Épreuve | Slalom géant | Slalom | Total |
| 2024-2025        |              | Åre    | 1     |
| Total            |              | 1      | 1     |

### Championnats du monde junior
| Épreuve / Édition            | Descente | Super G | Slalom géant | Slalom  | Combiné |
| Mondiaux junior 2015 Hafjell | —        | —       | Abandon      | Bronze  | —       |
| Mondiaux junior 2016 Sotchi  | —        | —       | 6e           | Abandon | —       |

### Coupe d'Europe
- Meilleur classement général : 8e en 2015[2].
- Meilleur classement en slalom : 2e en 2015[2].
- 1 victoire (en slalom)[3].

| Année/Classement | Général | Général | Slalom | Slalom | Slalom géant | Slalom géant |
| Année/Classement | Class.  | Points  | Class. | Points | Class.       | Points       |
| ---------------- | ------- | ------- | ------ | ------ | ------------ | ------------ |
| 2014             | 190e    | 1       | 90e    | 1      | -            | -            |
| 2015             | 8e      | 477     | 2e     | 312    | 13e          | 165          |
| 2018             | 92e     | 64      | 35e    | 50     | 60e          | 14           |
| 2019             | 122e    | 36      | -      | -      | 48e          | 36           |